# Ed Budde
Ed Budde (Highland Park, Míchigan, 2 de noviembre de 1940-19 de diciembre de 2023) fue un jugador estadounidense de fútbol americano que jugó catorce temporadas en la NFL con los Kansas City Chiefs en la posición de Guard con los que ganó el Super Bowl IV y fue a dos Pro Bowl.

## Carrera
Fue seleccionado en la posición cuatro global de la NFL por los Kansas City Chiefs proveniente de los Michigan State Spartans y fue colocado como guard izquierdo titular, siendo el jugador con más tiempo en una posición en el equipo solo detrás del pateador de despeje Jerrel Wilson que jugó quince temporadas con el equipo. Budde medía 1-96 metros y pesaba 118 kilos, siendo efectivo para bloquear y ayudar al running back a abrirse espacio entre los defensivos, además de cuidar al quarterback Len Dawson. Era el corazón de la línea ofensiva de los Chiefs junto a Jim Tyrer como tackle izquierdo, ayudando a los Chiefs a ganar dos títulos de conferencia (1966 y 1969) y el Super Bowl IV venciendo a los Minnesota Vikings por 23-7, con Budde enfrentado al tackle defensivo y eventual miembro del Salón de la Fama Alan Page.
Budde fue seleccionado al juego de las estrellas de la American Football League en 1963, 1966, 1967, 1968 y 1969, y jugó en seis partidos. Fue seleccionado por Sporting News en el equipo ideal de la AFL All-League en 1969. Budde fue el primer jugador de línea ofensiva en ser seleccionado por la Associated Press como jugador ofensivo de la semana. Budde se retiraría en 1976, y actualmente es miembro del primer equipo All-AFL Team de todos los tiempos.
Su hijo Brad Budde fue All-American con los USC Trojans y también jugó en la NFL con los Chiefs, siendo actualmente la única combinación padre-hijo en ser seleccionados en la primera ronda del Draft de la NFL por el mismo equipo.